# Carcelia setosella
Carcelia setosella là một loài ruồi trong họ Tachinidae.